# Saint-Jouin-de-Milly
Saint-Jouin-de-Milly foi uma comuna francesa na região administrativa da Nova Aquitânia, no departamento de Deux-Sèvres. Estendia-se por uma área de 6,77 km². Em 2010 a comuna tinha 209 habitantes (densidade: 30,9 hab./km²).
Em 1 de janeiro de 2019, passou a formar parte da nova comuna de Moncoutant-sur-Sèvre.